# Metal Gear Solid 4: Guns of the Patriots
 (mars 2017).
Si vous disposez d'ouvrages ou d'articles de référence ou si vous connaissez des sites web de qualité traitant du thème abordé ici, merci de compléter l'article en donnant les références utiles à sa vérifiabilité et en les liant à la section « Notes et références ».
Metal Gear Solid 4: Guns of the Patriots est un jeu vidéo développé par Kojima Productions, sorti le 12 juin 2008 sur la console PlayStation 3. Le jeu est co-réaliséé par Hideo Kojima et Shuyo Murata. Il s'agit du septième épisode de la série Metal Gear. Guns of the Patriots étend les mécanismes de jeu des précédents opus en mélangeant action et infiltration et fait une nouvelle fois la part belle au récit et aux cinématiques grand spectacle. Le titre parachève l'histoire de Solid Snake, le héros de la série, et répond aux questions laissées en suspens dans les précédents épisodes. Le jeu intègre le pack de base du jeu en ligne Metal Gear Online.
L'histoire se déroule en 2014, cinq ans après l'incident de Manhattan, dans un monde où les interventions militaires en pays étrangers se sont restreintes, provoquant l'émergence de sociétés militaires privés (SMP). La guerre et son économie sont contrôlées par le Système, une intelligence artificielle qui régit chaque soldat et chaque arme grâce aux nanotechnologies. À la tête des cinq plus importantes SMP, Liquid Ocelot compte détourner le Système pour pouvoir lever une insurrection contre les Patriotes et poursuivre les desseins idéalistes de Big Boss. Malade et vieillissant, Solid Snake est le seul à pouvoir l'arrêter ; ce sera sa « dernière mission ».

## Système de jeu
Metal Gear Solid 4: Guns of the Patriot (MGS4) propose un nouveau concept qu'Hideo Kojima a introduit par le slogan « Nulle part où se cacher » (« No Place To Hide »). Le jeu prend place en partie sur des champs de bataille, dans des environnements ouverts. L'action se déroule notamment sur un champ de bataille du Moyen-Orient, une campagne en Amérique du Sud et dans une ville d'Europe de l'Est. La jouabilité traditionnelle de la série, basée sur l'infiltration, n'est pas remise en question mais le joueur peut désormais plus ou moins miser sur la furtivité ou sur des confrontations frontales. Certains soldats rencontrés sur le champ de bataille ne sont a priori ni des ennemis ni des alliés, et c'est le comportement du joueur qui détermine la nature de leur relation. Cet opus est plus tourné vers l'action au sens propre du terme mais cela n'empêche en aucun cas de finir le jeu en totale infiltration.

### Accessoires
L'OctoCamo est le nom de la combinaison de combat de Snake. Elle fait office de camouflage optique en reproduisant les textures et les couleurs de l'environnement immédiat (le dispositif exige de se tenir immobile pour fonctionner). Elle agit sur l'indice Camo, un indice de discrétion qui détermine la capacité des ennemis à repérer le héros. Une cagoule aux propriétés similaires, la FaceCamo, peut y être associée. En plus de l'Octocamo, Snake peut récupérer différents costumes : milice arabe, rebelle sud-américain, costume civil ou encore la tenue d'Altaïr, le héros du jeu Assassin's Creed (2007). Pour se dissimuler, le héros dispose aussi de la classique boîte en carton et désormais d'un baril, lequel peut également servir à attaquer l'ennemi.

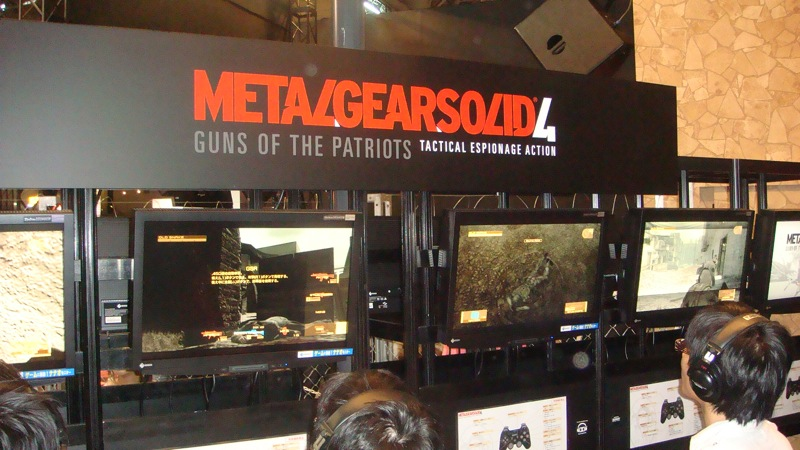
Metal Gear Solid 4 au Tokyo Game Show 2008.

Le Solid Eye System est une lunette monoculaire électronique multi-usage (jumelles, vision nocturne) qui apporte des informations environnementales à Snake en mettant en évidence la présence d'ennemis, d'alliés et d'objets dans le champ visuel. Le Metal Gear Mk.II est un petit robot bipède contrôlé à distance par Otacon qui accompagne Solid Snake dans ses déplacements. Il permet de communiquer, de visualiser des vidéos et de gérer ses armes. Équipé d'un camouflage optique, le robot peut à tout moment être contrôlé par le joueur pour repérer le terrain, neutraliser les gardes en les électrocutant, désamorcer les pièges ou récupérer des objets. Le robot peut également être contrôlé lors des cinématiques de « briefing ».
Outre la classique jauge de vie, qui peut être restaurée grâce à divers rations, boissons, mets et objets de soins, le héros dispose d'une jauge psychologique qui influe sur sa précision au tir et la vitesse de restauration naturelle de la jauge de vie. La jauge représente son niveau de stress et varie en fonction du nombre d'alertes déclenchées ou encore de l'environnement climatique (par exemple, rester exposé en plein soleil). Des objets permettent de recouvrir sa jauge psychologique.
D'autres accessoires, plus anecdotiques, peuvent être utilisés, à l'exemple d'un véritable iPod classique. Celui-ci permet d'écouter des musiques de l'univers de Metal Gear à trouver pendant le jeu. Les écouter permet à Snake d'acquérir certains bonus, par exemple une jauge psychologique qui se vide plus lentement, ou encore une distance de verrouillage de l'ennemi plus étendue. Il y a également l'appareil photo qui permet d'immortaliser des moments du jeu (les photos sont exportables au format JPEG).

### Armement
L'arsenal du héros est plus réaliste et plus fourni que dans les épisodes précédents : armes de poing, mitraillettes, fusils d'assaut, grenades à main, fusils de précision, explosifs et mines. L'armement est désormais modulable : adjonction d'un lance-grenades, d'une lunette de visée, d'une visée laser, d'un silencieux, etc. Le héros peut acheter des armes, des munitions et des accessoires à tout moment du jeu au magasin de Drebin, le trafiquant d'armes. Le joueur remporte des Points Drebin (DP) en revendant les armes trouvées sur le champ de bataille, en accomplissant des actions émérites (aucune alerte) ou encore en déclenchant des « flashbacks » lors des cinématiques (en appuyant sur la touche X à des moments-clés) ou en cours de jeu en se rendant dans des lieux-clés.

### Mouvements
Les mouvements caractéristiques de la série sont enrichis (se coller contre les parois, voir et tirer en coin, faire une roulade, ramper, braquer et fouiller l'ennemi). Le système de combat rapproché introduit dans Snake Eater, le Close Quarter Combat (CQC) est également étoffé. Par ailleurs, le jeu propose une vue à la troisième personne (déjà expérimenté dans Metal Gear Solid 3: Subsistence), avec un cadrage « au-dessus de l'épaule » lors des phases de tirs, et les déplacements sont désormais possibles en vue subjective.

### Ennemis
Les SMP (pour Société Militaire Privée) sont les soldats de base du jeu et les ennemis les plus fréquents rencontrés dans le jeu. Ils se déplacent généralement en groupe, armés d'un fusil d'assaut et d'un couteau pour le combat rapproché. Ils peuvent également utiliser des tourelles ainsi que des fusils de précision.
Les Metal Gear (arme)#Gekkō sont des robots bipèdes de plusieurs mètres de hauteur qui font office de tourelles de tirs mobiles mais peuvent également porter des coups avec leurs grandes pattes. Produites en série, ce sont des machines de guerre puissantes et agiles qui se déplacent en groupe et dont le comportement renvoie à des caractéristiques animales.
Les Gekkō nains sont des robots de toute petite taille utilisés pour l'espionnage. Se déplaçant en horde, ils peuvent trouver n'importe qui grâce à leurs détecteurs laser. Ils peuvent aussi attaquer et disposent, à l'image du Mk.II, d'un chargeur électrifié capable d'assommer leur cible. Les Gekkō nains se déplacent en roulant sur eux-mêmes ou en se servant de mains mécaniques qui leur permettent de grimper sur les murs.
Les Frogs sont les troupes d'élite de Liquid Ocelot. À l'origine des femmes, elles ont été transformées en d'implacables machines à tuer et disposent de capacités physiques hors du commun. Armées de la mitraillette légère P90, les Frogs peuvent s'adosser aux murs et aux plafonds et maîtrisent des techniques de combat au corps à corps. Elles apparaissent toujours quand Snake a été repéré par les SMP ou par la B&B Corps (Beauty and the Beast Corps), formés de jeunes femmes déshumanisées par la guerre et la technologie, constituent les boss du jeu.

### Metal Gear Online
Metal Gear Online (MGO) est un jeu en ligne dont le pack de base est inclus avec MGS4. La beta-test ouverte du jeu, qui s'est déroulé fin avril, début mai 2008, a permis aux joueurs du monde entier d'entrevoir en avant-première la jouabilité de MGS4. Jouable via le PlayStation Network, le jeu propose des combats tactiques à 16 joueurs avec 8 règles de jeu et 11 cartes (avec les deux extensions). Le gameplay  incite les joueurs à travailler en équipe et laisse une place à l'infiltration. Le titre propose d'incarner les personnages uniques Old Snake, Mk.II, Meryl Silverburgh, Johnny, Mei Ling et Liquid Ocelot.

### Trophées et installation du jeu
Kojima productions annonce officiellement le 12 juillet 2012 que le jeu va bénéficier en août 2012 d'un patch apportant le support des trophées et une installation complète du jeu. Ces fonctionnalités seront également incluses dans la version "The Best" disponible au Japon en août 2012.

## Scénario

### Résumé de l'histoire

#### Prologue
Le jeu s'ouvre sur un champ de bataille dévasté au Moyen-Orient. Solid Snake décrit en voix off la nature nouvelle de la guerre avec le passage de l'ère de la dissuasion à l'ère du contrôle. Régie par les nanomachines, la guerre est devenue une chose banale. La séquence se poursuit par un flashback. Trois jours plus tôt, Snake se recueille dans un cimetière quand un hélicoptère atterrit à proximité. Otacon vient à la rencontre de Snake dont le visage porte les stigmates d'un vieillissement accéléré. Il aborde avec lui le résultat de tests médicaux : Snake n'a plus qu'une année à vivre. Dans l'hélicoptère, il retrouve le colonel Roy Campbell qui travaille désormais au conseil de sécurité de l'ONU. Ses services ont localisé Liquid Ocelot au Moyen-Orient : il se prépare à provoquer une insurrection. Campbell demande à Snake de l'assassiner.

#### Acte I — Liquid Sun

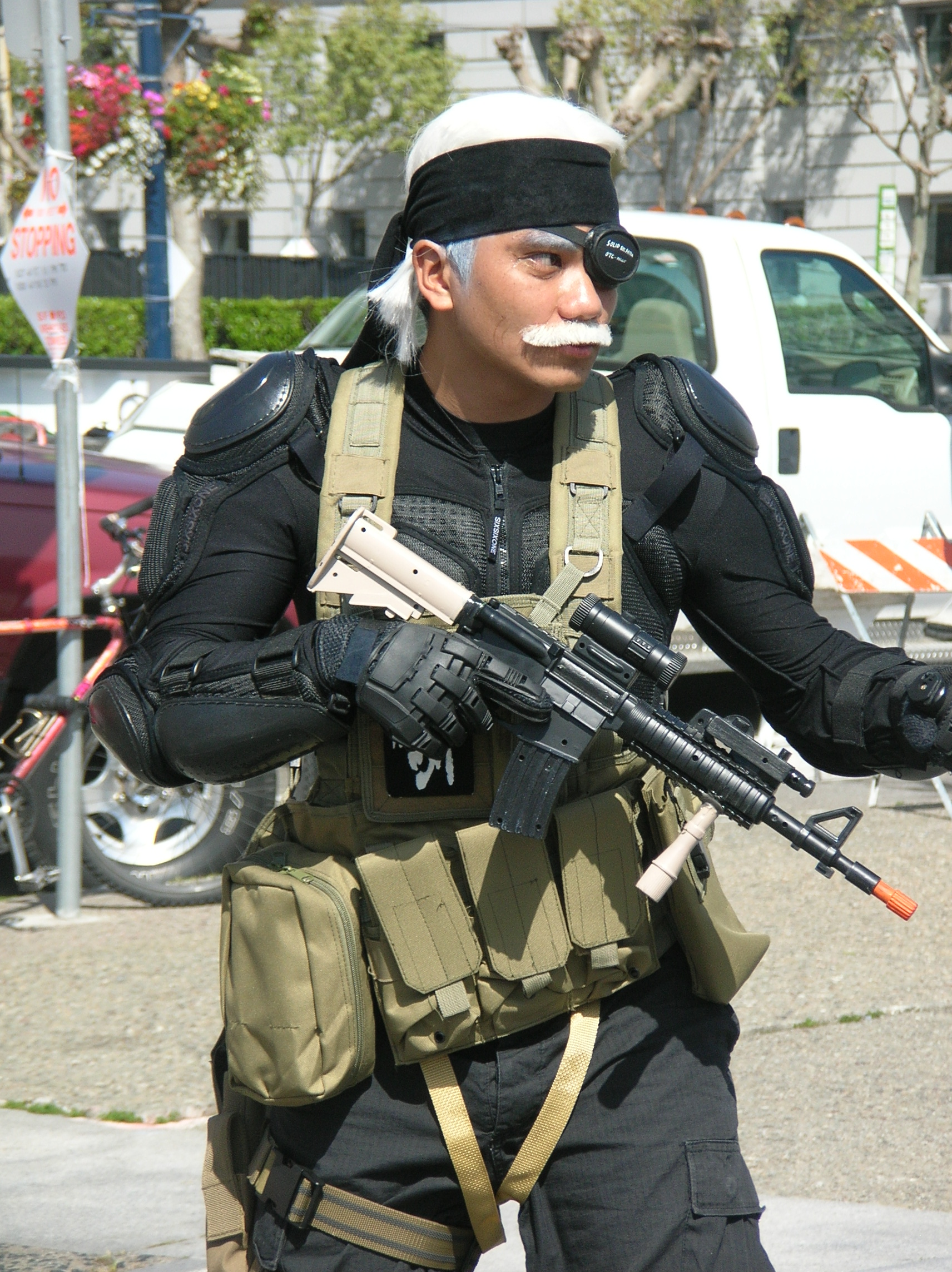
Cosplay de Solid Snake tel qu'il apparaît dans le jeu.

Snake commence sa mission dans une ville du Moyen-Orient déchirée par une guerre entre une milice locale et la SMP Praying Mantis. Il retrouve le Metal Gear Mk.II, sorte de petit drone bipède qu'Otacon a développé pour assister Snake à distance. Le héros fait route vers le Palais Advent où il doit rencontrer les informateurs de l'US Marines : la Rat Patrol Team 01. L'équipe s'avère être menée par Meryl Silverburgh, ancienne connaissance de Snake et nièce du colonel Roy Campbell. En chemin, le héros fait la connaissance de Drebin, un vendeur d'armes piratées. Au sein du Palais Advent, la nouvelle équipe est attaquée par les Frogs, troupe d'élite et garde personnelle de Liquid Ocelot. Snake parvient ensuite à localiser Liquid dans un camp. Mais lorsqu'il s'apprête à l'éliminer, un étrange malaise s'empare de lui comme des dizaines de soldats présents sur place, les poussant à s'effondrer de chagrin et de remords ou à se battre entre eux. Liquid vient de faire une première tentative de piratage du système SOP (Sons Of the Patriots, une intelligence artificielle déjà entrevue dans MGS2). Snake reçoit un sérum des mains de Naomi Hunter, laquelle semble accompagner Liquid. Tandis que Liquid et Naomi s'échappent par hélicoptère, Akiba vient à la rescousse de Snake et l'emmène en sécurité.

#### Acte II — Solid Sun
Après être retourné au Nomad, avion servant de base à Snake et Otacon et abritant également la petite Sunny, Otacon découvre un message vidéo envoyé par Naomi Hunter. On y voit celle-ci détenue en otage en Amérique du Sud. Snake s'infiltre dans la région occupée par la SMP Pieuvre Armement, sous les commandes de Vamp, et y retrouve Drebin, lequel révèle que les Patriotes sont désormais formés d'un réseau de cinq intelligences artificielles : GW (supposément détruit en 2009), TJ, TR et AL, qui sont opérationnelles sous la tutelle de l'IA centrale JD. Snake parvient à localiser Naomi et apprend que Liquid a besoin d'utiliser les informations génétiques de Big Boss pour accéder à JD. Naomi confirme que Snake n'a plus que quelques mois à vivre et lui apprend la mutation du virus FoxDie. À terme, le virus ne menacera plus seulement les personnes pour lesquelles il a été programmé mais n'importe quel individu, transformant Snake en « arme de destruction massive ambulante ». Les choses se compliquent avec l'enlèvement de Naomi et l'arrivée des Frogs et de Laughing Octopus. Snake parvient à s'échapper avec Naomi et Drebin grâce à l'intervention de Raiden, métamorphosé en ninja cyborg, qui repousse les charges de plusieurs Gekkō. Vamp et Raiden se livrent à un combat sanguinaire dont aucun ne sort vainqueur : Vamp blessé s'endort et Raiden gravement blessé a besoin d'une dialyse pour régénérer son sang artificiel.

#### Acte III — Third Sun
À l'intérieur du Nomad, Naomi révèle que Big Boss est cliniquement vivant, du moins ses cellules, et que son cerveau est verrouillé par les nanomachines. Son corps est détenu par un groupe de rebelles nommé Paradise Lost localisé en Europe de l'Est, dans une zone sous contrôle de la SMP Raven Sword. Leur leader, Big Mama, s'avère être EVA, et la mère porteuse de Solid Snake et Liquid Snake. Elle révèle également les origines des Patriotes, fondés par Major Zero quarante ans plus tôt. À la suite d'une attaque menée par Raging Raven, Snake et Eva s'échappent en moto, accompagnés par des vans visant à tromper la vigilance de leurs poursuivants. Au terme d'une course-poursuite à rebondissements, la moto s'écrase contre un mur et Eva est grièvement blessée. Cerné par l'armée volante de Raging Raven, Snake n'a d'autre choix que de l'affronter. Après le combat, il retourne récupérer Eva afin d'atteindre le fleuve Volta où un bateau (avec à bord le corps de Big Boss) les attend, mais celui-ci est détruit et c'est Liquid qui les y attend. Cerné par l'armée américaine, Liquid fait montre de sa maîtrise du système SOP pour retourner la situation à son avantage : toutes les armes des soldats américains se retrouvent bloquées. Il jette le corps de Big Boss au feu, poussant Eva à se brûler gravement en essayant de sauver la dépouille. Snake tente alors d'aider Eva, mais le liquide à l'intérieur de la dépouille explose, causant à Snake une grave brûlure sur la joue gauche. Eva décède quelques minutes après dans les bras de son « fils ».

#### Acte IV — Twin Suns
Le but de Liquid est de détruire JD, l'IA centrale des Patriotes, afin de contrôler leur réseau avec GW, qu'il a apparemment réparé et maîtrisé après l'incident de Manhattan. Pour y parvenir, Liquid compte utiliser la seule arme de destruction massive qui échappe au contrôle des Patriotes, à savoir le canon à rampe du Metal Gear REX, l'objectif étant de lancer un missile nucléaire sur JD, abrité dans un satellite artificiel. Snake retourne alors à Shadow Moses pour empêcher Liquid de voler REX, dont le prototype est resté dans le hangar où ils s'étaient affrontés neuf années plus tôt. Après avoir vaincu Crying Wolf et un groupe de Frogs, il découvre que Liquid a déjà pris possession du canon à rampe. Il subit alors les attaques soudaines de Vamp jusqu'à l'arrivée de Raiden et d'une armée de Gekkō. Deux combats simultanés s'engagent donc, l'un confrontant Snake à des Gekkōs kamikazes qui s'auto-détruisent, l'autre confrontant Raiden à un Vamp devenu mortel après que Snake lui a supprimé ses nanomachines. Naomi fait alors son apparition et achève Vamp avant de se suicider en supprimant ses propres nanomachines qui empêchaient son cancer de se propager et de la tuer. Otacon réussit ensuite à réactiver REX à l'aide du Metal Gear Mk.III. Snake et Raiden s'en servent pour s'échapper, toujours sous l'assaut de plusieurs Gekkō. Pendant que Raiden repousse les attaques de ces derniers, Snake utilise REX pour combattre un Metal Gear RAY piloté par Liquid. À la suite de la confrontation, Liquid lève le voile sur son arme ultime : un prototype d'Arsenal Gear qu'il a rebaptisé Outer Haven et dans lequel est installé le canon à rampe de REX. Il tente d'écraser un Snake mal en point avec l'énorme navire. Raiden, coincé sous des décombres après son combat contre les Gekkōs, se coupe le bras pour sauver Snake et stoppe la progression d'Outer Haven, s'infligeant au passage de graves blessures lui coûtant son autre bras. Outer Haven se redirige enfin vers la position d'où il pourra lancer son attaque nucléaire.

#### Acte V — Old Sun
À bord de l'USS Missouri, ancien navire de guerre échappant au système SOP, Mei Ling tente de rattraper Outer Haven et d'y envoyer Snake, Meryl et Johnny. Leur but est d'accéder à la salle des serveurs renfermant le système GW et d'y introduire un virus informatique conçu par Naomi et Sunny pour stopper la frappe nucléaire sur JD. Sur le chemin, Snake croise la route de Screaming Mantis et l'affronte. À la suite du combat, il est contraint de laisser Meryl, Johnny et Raiden face aux Frogs et d'avancer seul vers la salle des serveurs. Il traverse alors un long couloir truffé de micro-ondes qui lui causent de graves brûlures, mais parvient néanmoins à accéder à l'antre de GW. Mal en point, il subit l'assaut de Gekkōs nains pendant que le Mk.III charge le virus dans GW. Le ver informatique détruit alors non seulement GW mais également l'ensemble des IA constituant les Patriotes, désactivant au passage tous les systèmes de défense des troupes de Liquid.
Les Marines prennent le contrôle d'Outer Haven, alors que Snake, affaibli, attend l'arrivée des secours sur le toit de la forteresse. C'est à ce moment que Liquid Ocelot arrive et révèle ses véritables intentions. Tout ce que Snake a entrepris et réussi a été préparé et encadré par Liquid. Celui-ci affirme que son intention d'utiliser la canon à rampe du Metal Gear Rex n'était qu'un leurre pour que les Patriotes ne puissent pas soupçonner les tentatives de Snake de détruire leur système, alors qu'eux-mêmes prévoyaient que Snake stoppe Liquid pour avoir ainsi le contrôle total. Après cette révélation, Snake et Liquid Ocelot s'engagent dans un combat final à mains nues, au cours duquel la personnalité d'Ocelot refait surface et que Snake remporte, Ocelot mourant d'une crise cardiaque.

#### Épilogue — Naked Sin
L'épilogue débute par le mariage de Johnny et Meryl sur une piste d'atterrissage, auquel assistent les membres de la Rat Patrol, Otacon, Sunny, Drebin et Roy Campbell, finalement réconcilié avec sa fille. De son côté, Raiden voit son enveloppe cybernétique remplacée par un tissu organique grâce à la chirurgie. Il finit également par se réconcilier avec Rose et découvre son fils John. La fausse-couche de Rose ainsi que sa relation avec Campbell n'étaient que des leurres visant à protéger leur enfant des Patriotes pendant la mission de Raiden. Snake se recueille sur les tombes de The Boss et de Big Boss puis s'apprête à se suicider afin de stopper la mutation de FoxDie et éviter qu'il ne se transforme en arme de destruction massive ambulante. Ce suicide est, selon ses propres mots, sa « dernière mission ». Au même moment, Drebin révèle à Otacon qu'il a aidé Snake sur ordre des Patriotes. Il révèle également que la Rat Patrol Team 01 était manipulée par les Patriotes (RAT PT 01 étant une anagramme du mot Patriot (PATR10T)).

#### Debriefing — Naked Son
Après le début du générique de fin, le joueur découvre que Snake n'a pas réussi à se suicider. Aux abords du cimetière, une voix distincte et jusqu'ici inconnue approuve Snake de s'être épargné la vie. Cette voix est celle de Big Boss. Ce dernier confie à Snake que le corps brûlé sur le fleuve Volta était celui de Solidus Snake, et que lui-même a été reconstitué grâce à des fragments provenant des corps de Liquid Snake et de Solidus Snake. Big Boss n'est pas venu seul, il est accompagné de Zero, sur chaise roulante à l'état végétatif en raison de son âge avancé. Big Boss fait lumière sur les motivations de Zero lors de la création des Patriotes, avant de couper le respirateur qui le maintient en vie. Il révèle qu'Ocelot et Eva avaient quitté les Patriotes, et que leur but était depuis lors de les détruire. Snake apprend également qu'Ocelot utilisait en effet l'auto-suggestion et ses nanomachines pour se transformer en double de Liquid pour tromper les Patriotes. Sa mort ainsi que celle d'Eva sont dues à une nouvelle version de FoxDie, que Drebin a injecté à Snake au Moyen-Orient. Cette nouvelle version a non seulement supplanté l'ancienne, mais elle commence déjà à ronger le corps de Big Boss. Le père et le fils font alors la paix, puis Big Boss salue une dernière fois la tombe de son ancien mentor, The Boss, avant de s'éteindre.

### Personnages
La plupart des personnages des trois premiers épisodes sont de retour :
- Solid Snake (Old Snake)
- Eva (Big Mama)
- Big Boss (Snake à l'origine des 3 autres)
- Otacon
- Sunny
- Roy Campbell
- Drebin 893 (et son singe, Little Gray)
- Liquid Ocelot
- Naomi Hunter
- Raiden
- Vamp
- Mei Ling
- Rosemary
- Rat Patrol Team 01
  - Meryl Silverburgh
  - Ed
  - Jonathan
  - Johnny Sasaki (Akiba)
- Beauty and the Beast Corps
  - Crying Wolf
  - Laughing Octopus
  - Raging Raven
  - Screaming Mantis

## Développement
Hideo Kojima a confirmé le développement de Metal Gear Solid 4 en mars 2005 lors d'une conférence de presse donnée à Berlin. Cette information vient infirmer l'idée d'une trilogie MGS. Lors de cette annonce, Kojima se présente comme le producteur du jeu, Shuyo Murata héritant de la fonction de directeur de jeu.

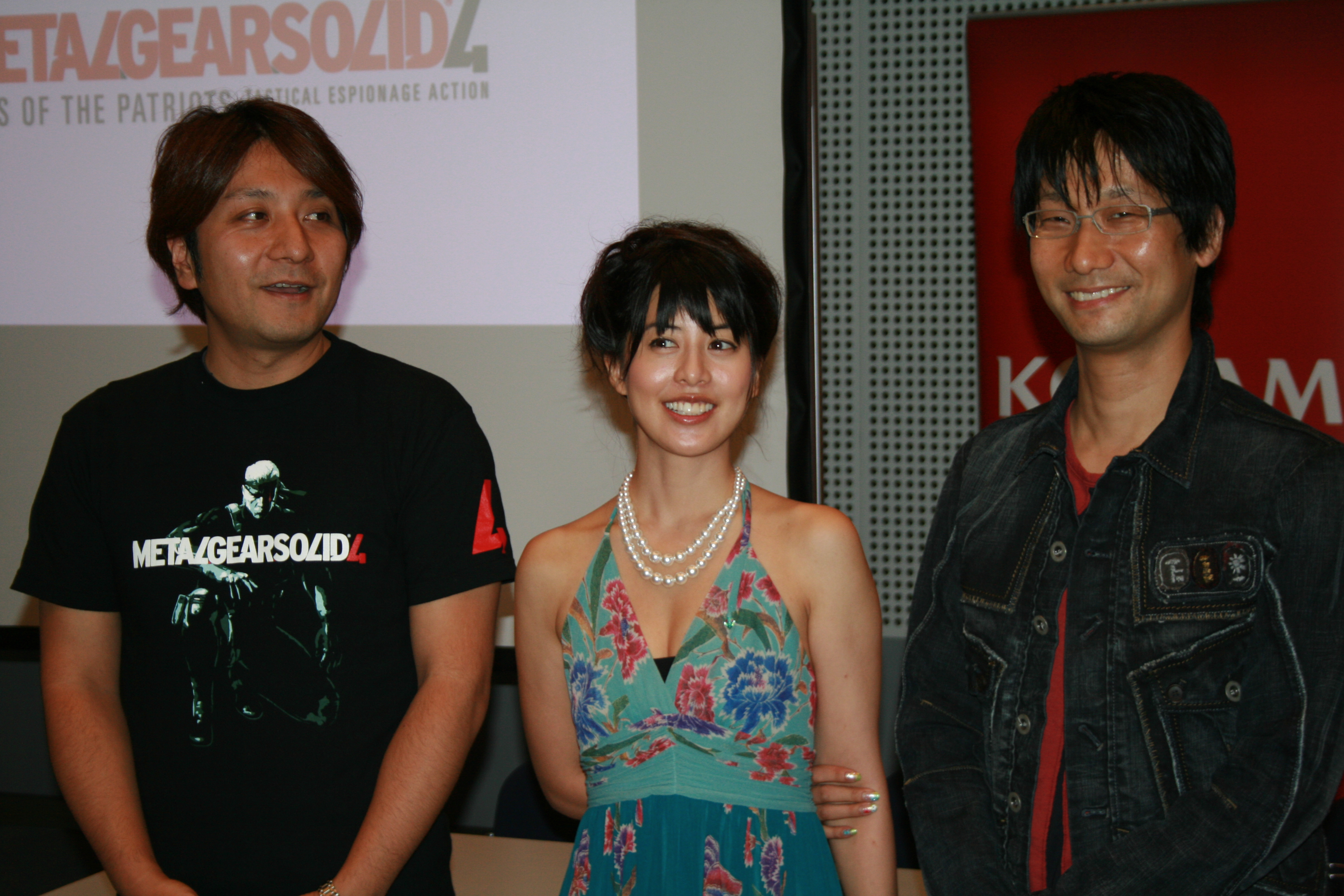
Kenichiro Imaizumi (producteur), Yumi Kikuchi (actrice) et Hideo Kojima lors de la tournée promotionnelle.

Le jeu est présenté comme le chapitre final de la saga Metal Gear Solid jusqu'au 26 août 2008 où Ryan Patton (producteur assistant sur MGS4) affirme qu'il y aura bien un Metal Gear Solid 5. Le héros de la série, Solid Snake, surnommé Old Snake, y apparait vieilli, les traits marqués par les années, refusant son statut de légende (« I'm no hero. I never was. I never will be. »). Dans deux bandes-annonces, on le voit distinctement retourner son arme contre lui. Peut-être le moyen pour Solid Snake d'en finir avec le cercle vicieux de son histoire. Peut-être aussi le moyen pour Hideo Kojima d'en finir avec la série elle-même. Celui-ci confesse en avril 2007 :

« Il est dur de tuer un héros [...] mais pour être honnête, j'aimerais bien. L'année prochaine, nous fêterons son vingtième anniversaire. Je veux révéler tous ses secrets, je veux clore la saga. Je ne sais pas ce que feront les gens qui me remplaceront - peut-être sentiront-ils le besoin de reprendre Solid Snake, peut-être voudront-ils commencer un nouveau chapitre. Mais en ce qui me concerne, MGS4 apportera toutes les réponses que je voulais donner. »

Le 17 juillet 2007, lors du Playstation Premier Event à Tokyo, Hideo Kojima a fait une démonstration de sa dernière production, manette en main. Trois jours plus tard, les visiteurs du TGS ont pu à leur tour tester une démo jouable de MGS4. Le 31 octobre 2007, Konami annonce que la date de sortie du jeu est repoussée au second trimestre 2008 « afin d'apporter de nouvelles améliorations au jeu ». À la fin de l'année 2007, le développement du jeu occupe 200 personnes à plein temps.
En février 2008, Konami annonce que la sortie mondiale du jeu est fixée au 12 juin 2008. Le 22, 23 et 24 avril 2008, MGS4 est présenté en avant-première à plus de 70 journalistes du monde entier à l'Intercontinental Grand Hôtel de Paris.

### Équipe de développement
- Game designer : Hideo Kojima
- Scénario : Shuyo Murata, Hideo Kojima
- Directeur artistique, character et mechanical designer : Yoji Shinkawa
- Directeur du son : Sotaro Tojima
- Musique : Harry Gregson-Williams, Nobuko Toda
- Producteur : Hideo Kojima, Kenichiro Imaizumi

### Acteurs
Des acteurs ont été impliqués dans le doublage et dans la capture de mouvement. Le japonais Akio Otsuka et l'américain David Hayter prêtent une nouvelle fois leur voix au personnage de Solid Snake. La distribution comprend d'autres habitués de la série comme Quinton Flynn, Paul Eiding, Christopher Randolph, Patric Zimmerman, Lara Cody ou Jennifer Hale.
Les mannequins Lyndall Jarvis, Yumi Kikuchi, Mieko Rye et Scarlett Chorvat ont servi de modèles pour la modélisation de la forme humaine des membres du Beauty and the Beast Corps.

## Musique
La musique de jeu originale est principalement composée par Harry Gregson-Williams, qui signe sa troisième contribution à la série Metal Gear, et Nobuko Toda, coauteur des musiques de la série Metal Gear Acid. Shuichi Kobori, Kazuma Jinnouchi, Akihiro Honda, Sota Fujimori de chez Konami et Norihiko Hibino, Yoshitaka Suzuki, Takahiro Izutani de chez GEM Impact ont également contribué à la bande-son. La chanson d'ouverture, Love Theme, est composée par Nobuko Toda et interprétée par Jackie Presti. Le thème de fin, Here's to You, est une composition de Ennio Morricone, tirée du film Sacco et Vanzetti (1970), ici interprétée par Lisbeth Scott. La double compilation Metal Gear Solid 4: Guns of the Patriots - Original Soundtrack est sortie le 28 mai 2008.
Une cinquantaine de compositions musicales tirées des précédents opus de la série Metal Gear mais aussi des jeux Lunar Knights, Policenauts, Snatcher et des séries Boktai et Zone of the Enders sont à débloquer dans le jeu ou à télécharger. Elles peuvent être écoutées en cours de partie grâce à l'iPod virtuel. Il y a également des podcasts constitués d'interviews de développeurs, d'acteurs et de producteurs, initialement diffusés pendant le développement du jeu.
La partie sonore a constitué un défi compte tenu de l'ampleur du projet, de la taille de l'équipe audio et des exigences de qualité (notamment un son 5.1). Le calendrier de la production audio a été compliquée par la nécessité d'attendre les matières composées par Harry Gregson-Williams, qui constituaient les fondations sur lesquelles d'autres membres ont contribué. L'implication de GEM Impact, le studio de Norihiko Hibino, fut décidée au dernier moment. L'équipe a été amenée à travailler sur environ 90 minutes de musiques cinématiques sur une période de trois semaines.

## Bandes-annonces
À l'instar des précédents épisodes, Konami a dévoilé différentes bandes-annonces durant les trois années de développement. Dans un style cinématographique, l'intrigue et les protagonistes se sont peu à peu dévoilées avec clins d'œil et rebondissements.
En mai 2005, à l'occasion de l'Electronic Entertainment Expo (E3), un premier teaser fut présenté. De nature décalée et humoristique, la vidéo ne reflète ni l'apparence ni le contenu du jeu mais introduit le nouveau concept du jeu (« No Place to Hide ») et annonce le retour d'Hideo Kojima comme directeur créatif de cet épisode (aux côtés de Shuryo Murata). C'est également dans cette vidéo que l'on voit Solid Snake et Raiden se battre pour la place de personnage principal et Snake l'emporter. Par ailleurs c'est cet affrontement qui servira de base à Metal Gear Raiden.
Le premier véritable trailer du jeu fut présenté en septembre 2005 au Japon, à l'occasion du salon Tokyo Game Show (TGS). Dans un style auto-référentiel, la vidéo exquisse la nouvelle orientation du jeu, plus réaliste. Le second trailer du jeu fut dévoilé en mai 2006, lors de l'E3 à Los Angeles. La mini-fresque de quinze minutes à la tonalité tragique se clôture par une séquence choc dans laquelle Solid Snake, vieilli et désespéré, retourne son arme contre lui. La vidéo confirme en image le retour de personnages emblématiques de la série. En septembre 2006, durant le TGS, une troisième vidéo dévoile les premières phases de jeu. Une version étendue de ce trailer (Extented Version) fut également réalisée.
Le 11 juillet 2007, lors de la conférence Sony à l'E3, Hideo Kojima est monté sur scène pour introduire une nouvelle vidéo du jeu. Une première scène met en exergue les pouvoirs de Liquid Ocelot, qui peut contrôler les nanomachines présentes dans les soldats. Dans une deuxième scène, Vamp fait son retour à travers un combat sanguinaire contre Raiden. Une nouvelle bande-annonce est présentée au TGS 2007. On y découvre de nouveaux personnages et un face-à face entre Solid Snake et Liquid Ocelot aux commandes des Metal Gear Rex et Ray.
En 2008, cinq nouvelles vidéos de courtes durées sont dévoilées en avril et mai. Le 1er avril, Snake apparait dans le costume d'Altaïr, le héros du jeu Assassin's Creed. Les autres retracent brièvement l'histoire de la série et donnent à voir des images au rendu plus récent et détaillé. Le 1er mai, Solid Snake apparaît à Shadow Moses (la scène est supposée rêvée). Les dernières correspondent aux différentes publicités télévisées utilisées pour la promotion et aux spots TV inclus dans le jeu.

## Exploitation

### Promotion
Konami a organisé une tournée promotionnelle mondiale, le Metal Gear Solid 4 World Tour 2008, du 2 juin au 13 juillet 2008. Les séances d'interviews et de dédicaces se sont déroulés dans divers villes d'Asie (Hong-Kong, Nagoya, Omiya, Ōsaka, Seoul, Taipei, Tōkyō, Yokohama), des États-Unis (San Francisco, Los Angeles, New York) et d'Europe (Amsterdam, Hambourg, Londres, Madrid, Milan, Paris).
Plusieurs publicités télévisées sont diffusées à la sortie du jeu. Les spots diffèrent selon les pays. En Europe, une publicité au « format cinéma » de 29 secondes est diffusée.

### Édition collector et pack console
En Europe, le jeu est proposé dans une édition collector tirée à seulement 25 000 exemplaires. Elle inclut le jeu avec un boitier illustré par Yoji Shinkawa, la bande originale du jeu, une figurine de Old Snake de 15 cm et un Blu-ray contenant deux making-of avec des interviews de Kojima et des membres de son équipe. Une campagne de réservation prévue par certains revendeurs est venue y ajouter le documentaire DVD Metal Gear Saga Vol.2. L'édition collector est également disponible au Japon (chez tous les détaillants) et aux États-Unis (uniquement dans la chaîne de magasins spécialisés en jeux vidéo GameStop).
Le jeu a également été commercialisé dans différents bundles PlayStation 3 : un pack classique et un pack en édition limitée. Le pack classique, sorti au Japon, aux États-Unis et en Europe, regroupe la console (modèles 40 Go puis 80 Go) couleur Clear Black et le jeu. Au Japon, le bundle propose également des PS3 couleur Ceramic White et Satin Silver. Un bundle limité proposant une PS3 modèle Hagane (gris métal) signée MGS4 Limited Edition et l'édition limitée du jeu a également été proposé au Japon et aux États-Unis.

## Accueil

### Critiques
Metal Gear Solid 4 a reçu un excellent accueil critique, en recevant notamment la note de 40/40 de la part de Famitsu, et est devenu ainsi le seul jeu exclusif à la PlayStation 3 à obtenir cette note.

### Ventes
Metal Gear Solid 4: Guns of the Patriots constitue la meilleure vente de jeux aux États-Unis du mois de juin 2008, avec près de 775 000 exemplaires vendus (hors bundle). Il constitue la 13e meilleur vente de jeu vidéo au Japon de l'année 2008, la meilleure sur le support PlayStation 3, avec environ 650 000 exemplaires vendus. Konami a annoncé avoir distribué trois millions d'exemplaires de MGS4 en quinze jours.
Le jour de la sortie mondiale, le 12 juin 2008, le jeu se serait vendu à 1 300 000 exemplaires toutes versions confondues le jour même (350 000 au Japon, 400 000 aux États-Unis et 550 000 en Europe), chiffre montant à 4 500 000 unités à la fin du mois, chiffre meilleur que les épisodes 1 et 2, mais inférieur à Snake Eater. La sortie du jeu a aussi lancé un regain dans la vente de la console, objectif non atteint par le jeu Grand Theft Auto IV, qui reste néanmoins le jeu le mieux vendu sur PS3, MGS4 atteignant la 2e place du classement des jeux les mieux vendus.

## Produits dérivés
En juin 2008, Metal Gear Solid 4 Database, une base de données interactive relative à l'ensemble de la série Metal Gear, est proposé gratuitement en téléchargement sur PlayStation 3.
Le 24 décembre 2008, Media Molecule et Kojima Productions proposent deux extensions payantes pour le jeu LittleBigPlanet (2008) basées de l'univers MGS : un pack de niveaux et un pack de personnages (Old Snake, Raiden, Meryl Silverburgh et Screaming Mantis).
Konami a également développé Metal Gear Solid Touch sur iPhone et iPod Touch, un jeu de tir de type shooting gallery se déroulant dans l'univers de MGS4 et basé sur l'utilisation de l'écran tactile.
D'autres produits dérivés ont vu le jour comme une série de cinq tee-shirts réalisés en partenariat avec UNIQLO dans le cadre de l'UT Project, une collection de quatre figurines en partenariat avec Figumate (Snake, Raiden, Ocelot et Otacon en version féminine), six dog tags en partenariat avec Koro Koro et des boissons énergisantes en partenariat avec Regain.
Le jeu implémente des produits commerciaux de l'américain Apple (iPod, Mac Pro, Cinema Display), du japono-suédois Sony Ericsson (Mobile Walkman W62S) ou encore de l'anglais Triumph (Bonneville T100, Speed Triple).